# Petrus Bondam
Peter Bondam (beter bekend als Petrus (Pieter) Bondam; Kampen, 26 december 1727 - Utrecht, 6 februari 1800) was een Nederlandse historicus en jurist.

## Leven
Bondam was de zoon van de stoffenhandelaar Rutger Bondam en zijn vrouw Christina Stercke (Starke). Hij ging naar de Latijnse school in zijn geboorteplaats en volgde Latijn op de middelbare school. Op 17 juli 1742 begon hij aan de studie letterkunde en talen aan de Universiteit van Franeker. Na een studie in de letterkunde en talen hebben afgerond, verlegde hij zijn studierichting naar rechten, waarvoor hij de colleges volgde bij de Nederlandse jurist Christiaan Hendrik Trotz. Hij promoveerde op 7 juli 1746 in de rechten.
In 1748 werd hij adjunct-directeur en leraar aan de Latijnse school in zijn geboorteplaats. In 1755 trad hij in dezelfde functie op in Zutphen en werd gymnasiumhoogleraar in de rechten. Naast het lesgeven in de rechten gaf hij ook colleges over de geesteswetenschap. In 1762 werd Bondam rector van de Latijnse school en bibliothecaris in Zutphen.
Op 14 april 1763 werd Bondam benoemd tot hoogleraar rechtsgeleerdheid aan de Universiteit van Harderwijk. In 1764 werd hij rector van het Harderwijkse College en in 1770 werd hij benoemd tot gewestelijk geschiedschrijver van de Staten van Gelderland. Op 21 december 1772 werd hij door de curatoren van de Universiteit Utrecht benoemd tot hoogleraar Romeins recht, staatsrecht, patriottische diplomatie en leenrecht. Hij aanvaardde het ambt op 19 mei 1773 met de inaugurele rede de subsidiis, ad solidam juris Belgici cognitionem necessariis, vulgo tamen nimis negligi solitis. In Utrecht nam hij ook deel aan de organisatorische taken van de universiteit en was hij rector van de alma mater in de studiejaren 1776 en 1788. Hij heeft nationale en internationale erkenning gekregen door zijn bronnenonderzoek over de Nederlandse rechts- en politieke geschiedenis.

## Familie
Bondam is drie keer getrouwd geweest. Hij ging zijn eerste huwelijk aan op 16 mei 1752 met Rolina Meijer (1724 - 8 mei 1782). Uit het huwelijk kwamen drie zonen en drie dochters voort, van wie er één jong stierf. Zoon Gerard Bondam werd burgemeester van Kampen en was getrouwd met Anna Kok. Rutger Bondam werd kapitein en woonde in Kampen, hij was getrouwd met Johanna Agnita Wilhelmina le Fevre de Montigny. Dochter Christina Bondam trouwde in 1783 met Jacob Botter Heurdt (1755 - 27 januari 1786, Harderwijk) en vervolgens met Willem Jan Tulleken. Bondam huwde op 1 augustus 1784 met Maria Christina van Noortwijck (? – 26 december 1796). Zijn derde huwelijk was met Sophia Susanna Arntzenius op 17 september 1798 in Utrecht. De laatste twee huwelijken bleven kinderloos. Petrus Bondam werd begraven in de Catharijnekerk in Utrecht.

## Publicaties
- Specimen animadversionum criticarum ad loca quaedam juris civilis depravata. Franeker 1746
- Oratio de linguae Graecae cognitione jure consulto necessaria. Zutphen 1755
- Variorum Lectionum Libri. II.in quibus quaedam juris Civilis plura vero aliorum scriptorum, loca vel emendantur, vel ex codicibus Corrigantur et supplentur. Utrecht 1759
- Oratio per Graecis Juris Romani interpretibus. Harderwijk 1763
- Oratio de jurisprudentia Belgica ad exemplum juris civilis Romani maxime excolenda. Utrecht 1778
- Oratio secularis de foedere Trajectino. Utrecht 1779 (online)
- Verzameling van onuitgegeevene stukken: tot opheldering van de geschiedenis van Vaderland. Utrecht 1779-1781 (deel 5); 1779, deel 2 (online); 1781, deel 4, (online); 1781, deel 5, (online)
- Charterboek der Hertogen van Gelderland en Graaven van Zutphen, (...), beginnende met de Oudste Brieven van die Landstreeken en eindigende met de Afzweering van Koning Philips, als laatsten Hertog. Utrecht 1783 (online)
- Groot charterboek van de Hertogen van Gelderland en Graven van Zutphen. Utrecht 1809 (afdeling 4)

- Biografisch Portaal: 56622945
- Digitale Bibliotheek voor de Nederlandse Letteren: bond002
- Gemeinsame Normdatei: 116237848
- International Standard Name Identifier: 0000 0000 6668 1209
- Library of Congress Control Number: n2007027968
- Nederlandse Thesaurus van Auteursnamen: 069870128
- Système universitaire de documentation: 226881989
- Virtual International Authority File: 62295226
- WorldCat: E39PBJmDrJPXRGHYKkjJVxdCwC